# João Jurado
Pour les articles homonymes, voir Jurado.
João Jurado, de son nom complet João de Almeida Jurado, est un footballeur portugais né le 18 mai 1906 à Cacilhas et mort de 10 juillet 1974. Il évoluait au poste de défenseur central.

## Biographie

### En club
João Jurado joue notamment dans le club du Sporting Portugal,.
Il remporte le Campeonato de Portugal à trois reprises en 1934, 1936 et 1938. Il s'agissait d'une version expérimentale du futur championnat, sous un format proche de l'actuelle Coupe du Portugal.
Il dispute un total de 61 matchs pour deux buts marqués dans première division portugaise nouvellement créée en 1934.

### En équipe nationale
International portugais, il reçoit quatre sélections en équipe du Portugal entre 1933 et 1935. Il possède la particularité d'avoir joué tous ses matchs contre l'équipe d'Espagne.
Son premier match est disputé le 2 avril 1933 en amical (défaite 0-3 à Vigo).
Il prend part à la double confrontation pour les qualifications pour la Coupe du monde 1934 en  mars 1934 contre l'Espagne, l'équipe portugaise perd ses deux matchs (0-9 à Madrid et 1-2 à Lisbonne).
Son dernier match a lieu le 5 mai 1935 en amical (match nul 3-3 à Lisbonne).

## Palmarès
Avec le Sporting Portugal :
- Vainqueur du Campeonato de Portugal (ancêtre de la Coupe du Portugal) en 1934, 1936 et 1938
- Champion de Lisbonne en 1928, 1934, 1935, 1936, 1937, 1938 et 1939